# Major Boobage
Major Boobage is de derde aflevering van seizoen twaalf van South Park die op 26 maart 2008 is uitgezonden op Comedy Central.
De aflevering bevat onder andere verwijzingen naar de verwoestende gevolgen van drugsgebruik, de Jodenvervolging en de film Heavy Metal.

## Plot
Mr. Mackey waarschuwt de kinderen voor het stikspelletje, een populaire manier om high te worden door zuurstofgebrek. Kenny probeert het meteen uit door zichzelf te wurgen. Butters zegt hierop dat een neef uit Florida high werd van katten-urine, en Mr. Mackey bevestigt dat het inderdaad mogelijk is high te worden van de geconcentreerde urine van een kater (marihuana wordt in Amerika weleens aangeduid als "cat pee" vanwege de sterke geur). Achteraf zei Mr. Mackey dat het misschien beter was geweest om er niets over te zeggen.
De jongens besluiten het uit te proberen door Mr. Kitty, Cartman's kater in Kenny's gezicht te laten sproeien. Kenny ervaart vervolgens een Heavy Metal-achtige drugtrip waarbij hij in een raketaangedreven zwarte Pontiac Firebird Trans-Am door de ruimte vliegt en onderweg een vrouw ontmoet met grote borsten. Ze leidt hem naar een fantasiekoninkrijk, waar veel van de gebouwen en natuurlijke formaties borstachtige uitsteeksels hebben. Op het moment suprême, Kenny stond op het punt om met haar te baden wordt hij echter door Cartman gewekt: het blijkt dat hij gillend door de kamer had gerend en plotseling zijn kleren was begonnen uit te trekken. Kenny is vanaf dat moment verslaafd aan kattenpis en wil alleen nog maar kattenpis snuiven.
Het nieuws over het snuiven van kattenpis haalt de nationale media, Fox News noemt het "fon to due", een woordspelling op fondue. Al snel worden de ouders bezorgd dat hun eigen kinderen verslaafd zou kunnen raken. Gerald Broflovski, Kyle's vader, dient een voorstel in om in de gemeente alle katten te laten oppakken. Dit voorstel wordt met overweldigende meerderheid gesteund en aangenomen. Alle katten in South Park worden opgepakt. Cartman verbergt daarom Mr. Kitty stiekem op zolder en vertelt hem dat hij maar een dagboek moet bijhouden. Dit is een verwijzing naar Anne Frank, wiens denkbeeldige vriendin ook Kitty heette. Cartman ontwikkelt zich zelfs tot een soort Schindler voor katten, zodat uiteindelijk zijn hele zolder vol katten zit.
Kyle's vader ontdekt bij toeval een Siamees katertje dat door Kyle in een la was verstopt. Vroeger was hij zelf verslaafd aan kattenpis en hij kan het niet laten het "een laatste keer" toch te proberen. Hij raakt eveneens in een trip waarin hij echter met Kenny moet duelleren om de vrouw met de grote borsten. In werkelijkheid vechten ze in de zandbak voor het oog van iedereen. Gerald, de voorvechter van het kattenverbod, blijkt zelf verslaafd aan kattenpis!
Deze beschamende situatie leidt tot publieke verontschuldigingen en het intrekken van het kattenverbod. Broflovski erkent dat niet katten het probleem zijn, maar dat mensen persoonlijke verantwoordelijkheid moeten nemen.
Cartman, Kyle en Stan lopen aan het eind van de aflevering over straat, en Cartman zegt belerend dat je levende wezens niet hun vrijheid mag ontnemen. Kyle raakt geërgerd door deze hypocrisie (Cartman is een groot bewonderaar van Hitler en heeft zelf al een keer een haatmars tegen de Joden georganiseerd) en vraagt hem of hij geen parallel ziet met dit alles en iets in de geschiedenis. Cartman zegt dat hij die niet ziet.
Ondertussen heeft Kenny bloemen met hallucinogene werking ontdekt....

## Trivia
- De auto in Heavy Metal is geen Firebird Trans-Am, maar een Chevorlet Corvette.
- De animatie van de vrouw met grote borsten is gedaan in live-action door pornoactrice Lisa Daniels, en later geanimeerd door middel van rotoscopie.
- In Kenny's huis is een kogelgat in het raam zichtbaar, verwijzend naar zijn dood in de aflevering "The List".